# Заиграево
Заигра́ево (бур. Загарай) — посёлок городского типа, административный центр Заиграевского района Республики Бурятия. Образует городское поселение «Посёлок Заиграево».
Население — 4539 чел. (2025).

## География
Расположен на реке Брянке (левый приток Уды) в 65 км к востоку от Улан-Удэ в конечной точке Заиграевского шоссе — части региональной автодороги 03К-010 Улан-Удэ—Заиграево—Кижинга—Хоринск. В посёлке находится железнодорожная станция Заиграево ВСЖД на Транссибирской магистрали.
Посёлок делится жителями на две части — собственно Заиграево, на левом берегу Брянки, и Заречку, правобережную часть посёлка. Со всех сторон Заиграево окружено горами — посёлок находится на стыке хребтов Цаган-Дабан и Худанского, разделённых неширокой долиной реки Брянки.

## Название
Посёлок назван в честь жителя села Новой Бряни Евстигнея Финогеновича Заиграева. Во время строительства железной дороги он был крупным подрядчиком и за особые заслуги перед царским правительством его имя было присвоено железнодорожной станции и посёлку.

## История
В 1895 году, во время строительства Транссибирской магистрали, у станции Заиграево был построен Брянский цементный завод, принадлежавший потомственному почётному гражданину Верхнеудинска купцу А. Х. Тетюкову. Сырьё добывалось в местности Татарский ключ в семи верстах к юго-востоку от села Новая Брянь (современный посёлок Татарский Ключ). Продукция завода поставлялась по Восточной Сибири, в Маньчжурию и Монголию. Во время Первой мировой войны цементный завод прекратил выпуск продукции. В 1916—1917 гг. предприятие было разобрано для перемещения на другое место. Часть механизмов была перевезена на Тарбагатайские угольные копи. Но из-за войны завод не был восстановлен.
В 1909 году в Заиграево был сослан Ян (Иван) Ансьевич Таубе — с февраля по апрель 1918 года народный комиссар просвещения Забайкальского облисполкома.
В 1933 году начала работать библиотека. В настоящее время «Заиграевская межпоселенческая центральная библиотека».
11 февраля 1935 года был создан Заиграевский район Бурят-Монгольской АССР. 17 сентября 1935 года районный центр из села Унэгэтэй был переведён в Заиграево.
Осенью 1942 года начал работать кожевенно-овчинный цех. Предприятие производило меховые полушубки, унты и рукавицы для Красной Армии.
22 марта 1973 года населённый пункт Заиграево отнесён к категории рабочих посёлков.

## Население
| 1959  | 1970  | 1979  | 1989  | 2002  | 2009  |
| ----- | ----- | ----- | ----- | ----- | ----- |
| 3537  | ↗4067 | ↗5126 | ↗5565 | ↗5592 | ↘5462 |
| 2010  | 2011  | 2012  | 2013  | 2014  | 2015  |
| ↗5586 | ↘5562 | ↘5554 | ↘5489 | ↘5428 | ↘5383 |
| 2016  | 2017  | 2018  | 2019  | 2020  | 2021  |
| ↘5360 | ↗5362 | ↘5268 | ↘5206 | ↘5138 | ↘4842 |
| 2023  | 2024  | 2025  |       |       |       |
| ↘4700 | ↘4621 | ↘4539 |       |       |       |

## Экономика
Основные предприятия посёлка: лесхоз, леспромхоз, станция ВСЖД Заиграево. Разрабатывается карьер по добыче строительного камня доломита. Производится доломитовый щебень. Работает отделение связи.

## Инфраструктура
В посёлке действуют средняя общеобразовательная школа, специальная школа закрытого типа, спортивная школа, центр детско-юношеского творчества, районная больница, профилакторий.

## Достопримечательности

### Благовещенская церковь
Благовещенская церковь — православный храм, относится к Улан-Удэнской епархии Бурятской митрополии Русской православной церкви.

## Радио
- 101,0 Радио России

## Известные люди
- Заикин, Олег Анатольевич ― российский серийный убийца.
- Михаханов, Анатолий Валерьевич ― спортсмен, чемпион-сумоист, самый тяжёлый борец сумо мира за всю историю (вес 293 кг).
- Семёнова, Юлия Семёновна ― советская бурятская балерина, Заслуженная артистка Бурятской АССР (1954), Заслуженная артистка РСФСР (1957), солистка Бурятского государственного музыкально-драматического театра[28].
- Фалькин, Сергей Александрович ― российский скульптор, камнерез, художник-график, член Союза художников России.